# Pia Dehne
Pia Dehne (* 1964 in Düsseldorf) ist eine deutsche Künstlerin. Sie ist die Schwester von Miriam Dehne.
Sie studierte an der Kunstakademie Düsseldorf und war bis 1993 Meisterschülerin bei Markus Lüpertz. Ab diesem Zeitpunkt lebte und arbeitete sie bis 1999 in Berlin und zog dann nach New York.
Ihre Arbeiten sind überwiegend am Alltag angelehnte autobiografische Zeichnungen und großformatige Gemälde.

## Ausgewählte Einzelausstellungen
- 2008: Country Life, Bespoke Gallery, New York, USA
- 2005: Bed Bad Beyond, Haswellediger & Co.Gallery, New York, USA
- 2004: Naked city, Deitch Projects, New york, USA
- 2002: I’m so Happy I could die, Laura Mars Group, Berlin, Deutschland
- 2002: Nancy, Galerie Achim Kubinski, Berlin, Deutschland
- 1999: Malerei, Galerie Achim Kubinski, Berlin, Deutschland
- 1998: Malerei, Galerie Achim Kubinski, Berlin, Deutschland

## Ausgewählte Gruppenausstellungen
- 2009: Bow Hunter, Blackstone at NADA Art Fair, Miami Beach, FL, USA
- 2009: Carnal, Schuebbe Projects, Düsseldorf
- 2009: Love For Sale, curated by Billy Miller, NY Art Book Fair, P.S.1/MoMA
- 2009: I want some sugar in my bowl, curated by Jenny Schlenzka, Anat Egbi and Terence Koh, ASS Gallery, NY
- 2008: The Other Side, curated by Billy Miller, The 58 Gallery, Jersey City, USA
- 2008: Die ersten internationalen Elvis Tage, curated by U. Wulff & W. Morgan, Ideal Glass Gallery, NY
- 2008: Skin, Autoversion LTD, NY
- 2007: I like to watch, The Canal Chapter, curated by C. Lee & C. McCormick, NY
- 2006: Flesh Records, Haswellediger & Co. Gallery, NY
- 2006: Art Parade, Deitch Projects, NY
- 2005: Manhattan, Paper Magazine Space, curated by Carol Lee, NY
- 2005: Art Parade, Deitch Projects, NY
- 2005: Red, White, Blue, Spencer Brownstone, NY
- 2004: Draw, Galerie Du Jour Agnes B, Paris
- 2004: Catholic No.1, Gallery Claska, Tokyo
- 2004: Phiiliip divided by lightning, Deitch Projects, Brooklyn
- 2004: Subversiv, sexy und stilvoll, Galerie im Stadtmuseum, Jena
- 2003: December Group Exhibition, Patrick Heide Art Projects, London
- 2003: Catholic No.1, Guild & Greyshkul, NY
- 2003: What about New York, Galerie Du Jour Agnes B, Paris
- 2003: Subversiv, sexy und stilvoll, Galerie M. Wewerka, Berlin
- 2003: I’m so happy I could die, Book Launch, John Connelly Presents, NY